# Jozef Gabčík
Josef Gabčík (Rajecké Teplice, 8 aprile 1912 – Praga, 18 giugno 1942) è stato un militare e partigiano cecoslovacco.

## Origini e carriera

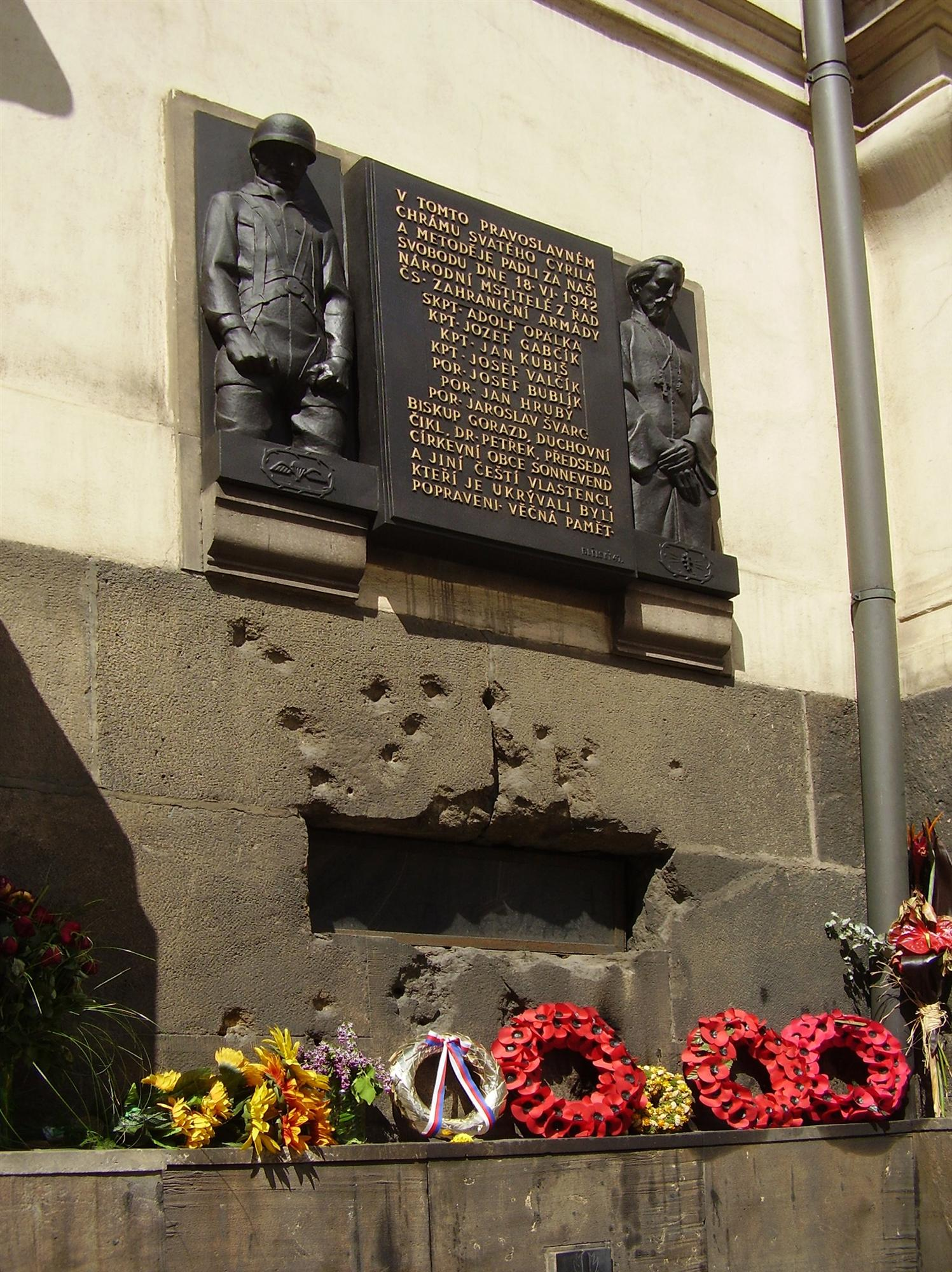
Chiesa dei Santi Cirillo e Metodio: il luogo dell'ultima resistenza

Nato nel 1912 a Poluvsie, una frazione di Rajecké Teplice in Slovacchia allora parte dell'Impero austro-ungarico, sottufficiale di fanteria e poi profugo nel 1940 in un campo nazista, Jozef Gabčík riuscì a raggiungere la Gran Bretagna ove entrò a far parte di un gruppo di patrioti cecoslovacchi addestrati e diretti dallo Special Operations Executive. Paracadutato dagli inglesi nella zona di Praga, Gabčík fu uno dei membri del commando che, il 27 maggio 1942, nei pressi della capitale, portò a termine l'attentato, Operazione Anthropoid, contro il generale delle SS Reinhard Heydrich, Reichsprotektor di Boemia e Moravia, mentre a bordo dell'auto di ordinanza, una Mercedes-Benz nera decappottabile, si dirigeva verso l'aeroporto di Ruzyně.
Il gruppo dei partigiani, oltre che da Gabčík, era formato da Adolf Opálka (il capo), Josef Valčík e  Jan Kubiš. Gabčík tentò per primo di colpire il generale tedesco con il mitra, ma l'arma (uno Sten) si inceppò. Kubiš lanciò, allora, una bomba a mano contro l'auto ferendo gravemente il gerarca nazista.
Dopo l'attentato, il commando si rifugiò in una cripta della chiesa praghese dei Santi Cirillo e Metodio. I tedeschi, scoperto il rifugio per una delazione, il 18 giugno dello stesso anno circondarono l'edificio. Opálka, Kubis e un terzo partigiano furono uccisi nel combattimento; gli altri 4 membri del commando, tra i quali Gabcik, preferirono suicidarsi per evitare la cattura.
Heydrich, ricoverato in ospedale per le gravi ferite, era deceduto il 4 giugno per setticemia. Sei giorni dopo, il 10 giugno, per rappresaglia le truppe naziste rasero al suolo il villaggio agricolo di Lidice, a sedici chilometri da Praga.